# 稻村武志
稻村武志（1969年—）是出身於日本群馬縣的動畫師。

## 經歷
原在新銳動畫公司任職動畫師及動畫檢查工作，後於1991年進入吉卜力工作室，並負責1992年動畫電影《紅豬》的動畫繪製。
於《海潮之聲》此作品中首次擔任擔任原畫繪製起，多次負責吉卜力工作室作品之原畫部份，並於2004年的《霍爾的移動城堡》中首次擔任作畫監督。。
之後在三鷹之森吉卜力美術館的短篇動畫《捕鯨記》、《尋寶》中擔任協助導演的演出動畫師，其中《捕鯨記》一片曾獲第56屆每日電影獎中獲得大藤信郎獎。

## 參與作品

### 劇場動畫
- 紅豬（1992年）：動畫
- 心之谷（1995年）：原畫
- 魔法公主（1997年）：原畫
- 隔壁的山田君（1999年）：原畫
- 神隱少女（2001年）：原畫
- 貓的報恩（2002年）：作畫監督助理
- 霍爾的移動城堡（2004年）：作畫監督
- 地海戰記（2006年）：作畫監督
- 崖上的波妞（2008年）：作畫監督助理
- 借物少女艾莉緹（2010年）：原畫
- 來自紅花坂（2011年）：作畫監督
- 風起（2013年）：原畫
- 回憶中的瑪妮（2014年）：副作畫監督
- 怪物的孩子（2015年）：原畫
- 你的名字。（2016年）：原畫

### 電視動畫
- 美味大挑戰（1990年）：動畫
- 海潮之聲（1993年）：原畫
- 新世紀福音戰士（1995年）：第11集原畫

### 短篇動畫
- 捕鯨記（2001年）：演出動畫師
- 買下星星的日子（2006年）：原畫
- 尋找棲所（2006年）：原畫
- 尋寶（2011年）：演出動畫師

### 電子遊戲
- 第二國度 漆黑的魔導士（2010年）：原畫